# Friederikenschlösschen (Hannover)

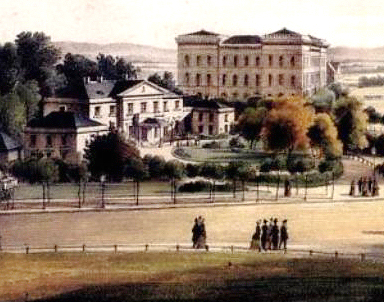
Friederikenschlösschen um 1859, dahinter Zeughaus am Waterlooplatz

Das Friederikenschlösschen war ein 1803 durch den Fürsten Carl I. zu Schwarzburg-Sondershausen begonnener Palaisbau in Hannover, der auf der Leineinsel Klein-Venedig und nahe dem späteren Waterlooplatz lag. Das zunächst nicht fertiggestellte Gebäude vollendete Baumeister Georg Ludwig Friedrich Laves 1817 im romantisch-klassizistischen Stil für Graf Carl von Alten.
Die zeitweilig auch von-Alten-Garten genannte Liegenschaft, erwarb König Ernst August im Jahr 1841 für seine Ehefrau Friederike. 1966 wurde das Friederikenschlösschen zugunsten eines nicht verwirklichten Neubaus der Niedersächsischen Staatskanzlei abgerissen.

## Geschichte
Nach dem Schleifen der Stadtbefestigung Hannover Ende des 18. Jahrhunderts entstand das Palais außerhalb des historischen Altstadtkerns. Es lag auf dem Ottenwerder zwischen zwei Flussarmen der Leine nahe dem Mühlenplatz, der 1843 in Friederikenplatz umbenannt wurde. Fürst Carl I. zu Schwarzburg-Sondershausen begann 1803 mit den Bauarbeiten, verließ aber Hannover fluchtartig, als französische Truppen einmarschierten. Das Gebäude war zu dieser Zeit ein zweigeschossiges Fachwerkgebäude mit Walmdach. 1817 benötigte Graf Carl von Alten als neuer Außenminister einen standesgemäßen Wohnsitz und beauftragte Georg Ludwig Friedrich Laves mit der Weiterführung des Baus.

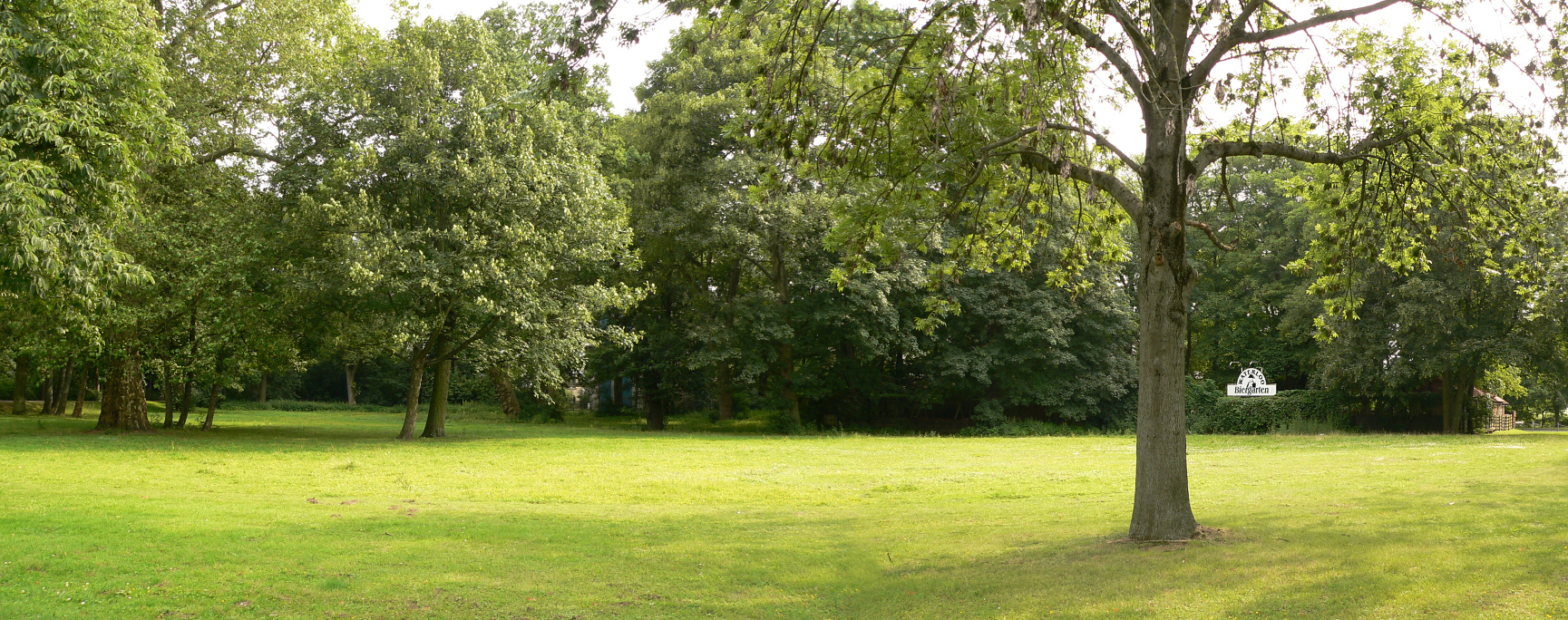
Früherer Standort des Friederikenschlösschen, heute eine Rasenfläche unweit des Waterlooplatzes

Nach dem Tod des Grafen 1840 erwarb König Ernst August 1841 das Palais, das seine Ehefrau Friederike bewohnen sollte und das nach ihr als Palais am Friederikengarten benannt wurde. Da sie vor dem Bezug noch 1841 verstarb, diente das Gebäude als Gästehaus des hannoverschen Hofes. Zwischen 1845 und 1866 war das Palais an Graf von Decken verpachtet. 1856 erfolgte durch Justus Heinrich Jakob Molthan der Anbau des Großen Saals. 1866 wurde das Friederikenschlösschen zum Wohnhaus für preußische Offiziere. Ab 1882 war es Wohnsitz des Stadtkommandanten von Hannover. Nach dem Zweiten Weltkrieg, den es trotz der Luftangriffe auf Hannover unbeschadet überstanden hatte, war es von 1949 bis 1958 Sitz des Niedersächsischen Finanzgerichts. Später hatten weitere Behörden dort ihren Sitz. In den 1950er Jahren soll sich das Gebäude in einem schlechten Bauzustand befunden haben und von Hausschwamm befallen sowie einsturzgefährdet gewesen sein. Der Große Saal wurde wegen herunterfallender Deckenteile baupolizeilich gesperrt.
1960 gab es einen Wettbewerb zum Bau der Niedersächsischen Staatskanzlei, die am Friederikenplatz zum Mittelpunkt des Regierungsviertels werden sollte. Unter dem Stadtplaner Rudolf Hillebrecht verstärkten sich die Pläne zum Abbruch des Gebäudes, dessen Mängel nach Ansicht von Architekten wieder hätten behoben werden können. 1966 erfolgte auf Betreiben des Landes Niedersachsen trotz heftiger Proteste der Abriss. Seither ist das Grundstück unbebaut und eine öffentlich zugängliche parkähnliche Fläche mit Rasen und Baumbestand nahe einem Biergarten. Gelegentlich wird sie für Veranstaltungen, wie Zirkusvorführungen und Showauftritte, genutzt.
Im Zuge des stadtplanerischen Umgestaltungsprojektes Hannover City 2020 + ist am Standort des früheren Friederikenschlösschens ein größerer Neubau geplant.

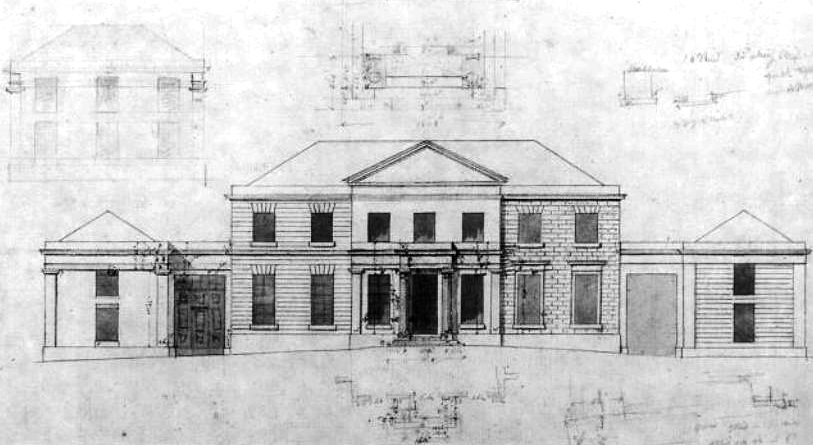
Bauentwurf von Georg Ludwig Friedrich Laves für die Baufortführung 1817
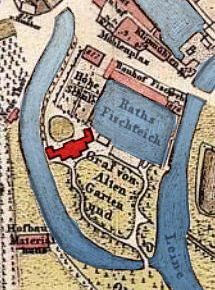
Lage des Friederikenschlösschen (dunkelrot) auf der Leineinsel 1822
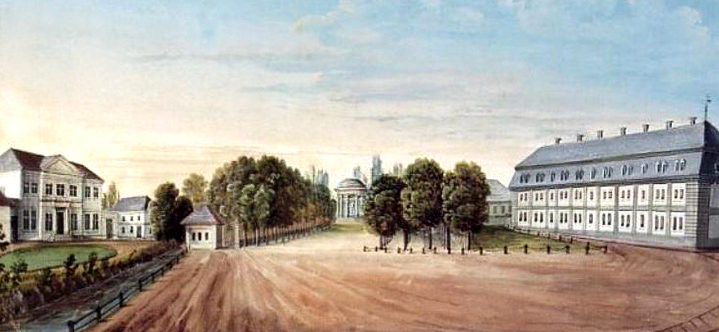
Friederikenschlösschen, links, um 1825
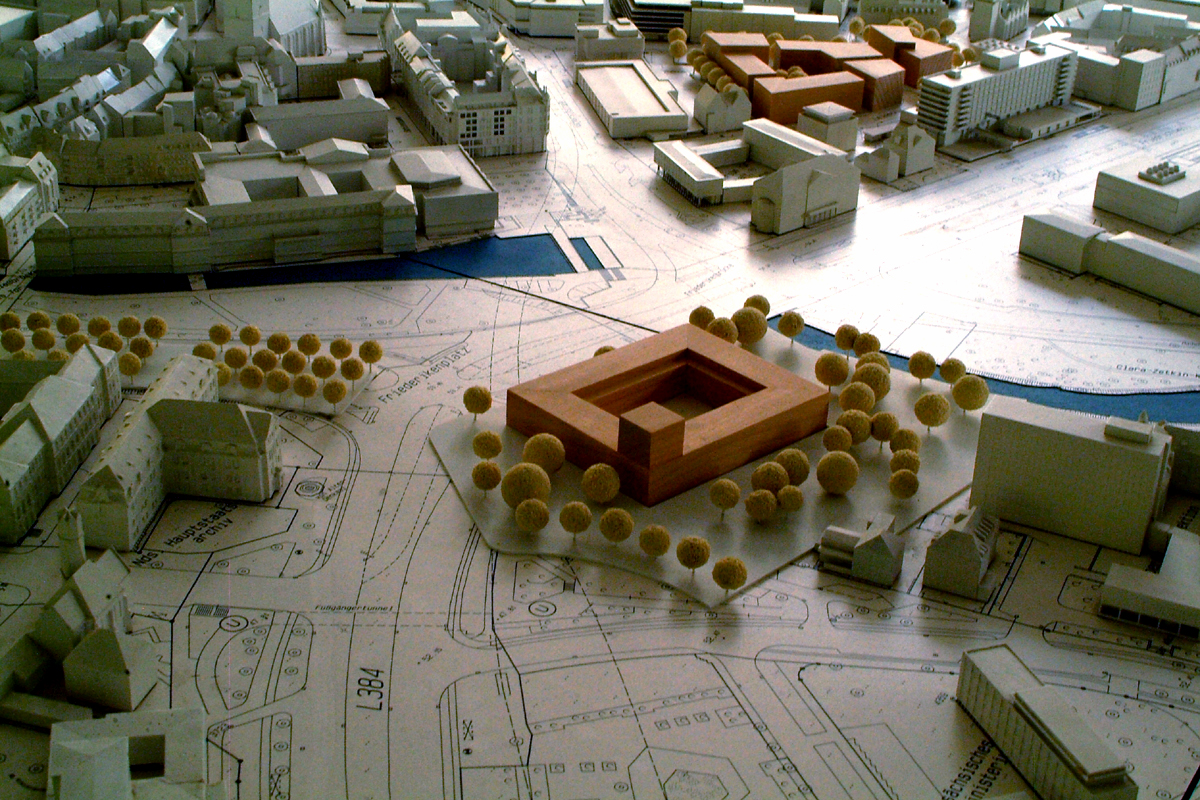
Modell mit einem größeren Neubau (rotbraun) am Standort des Friederikenschlösschen im Zuge von Hannover City 2020 +